# Saint-Hervé

Saint-Hervé este o comună în departamentul  Côtes-d'Armor, Franța. În 1 ianuarie 2022 avea o populație de 413 de locuitori.